# Chữ ký kiểu
Trong khoa học máy tính, chữ ký kiểu (type signature) hay chú thích kiểu (type annotation) định nghĩ đầu vào và đầu ra của một hàm, chương trình con hay phương thức. Một chữ ký kiểu bao gồm số lượng, kiểu và thứ tự các đối số được chứa bởi hàm. Chữ ký kiểu thường được sử dụng trong quá trình phân giải quá tải để chọn ra định nghĩa đúng nhất của hàm để gọi trong số nhiều dạng quá tải có sẵn.